# Geografia da Geórgia
Geórgia é um país localizado na Europa Oriental, com um território de 69.700 km². Confina a norte e a leste com a Rússia, a sul com a Turquia e a Arménia, a leste e a sul com o Azerbaijão, e a oeste com o mar Negro.
O terreno tem três partes distintas: a norte e a sul é montanhoso, incluindo, a norte, a vertente sul do Grande Cáucaso, e a sul parte do Pequeno Cáucaso e os primeiros contrafortes das montanhas da Arménia e da Anatólia; ao centro estende-se um amplo vale que toma o cariz de planície costeira junto ao litoral do mar Negro.
Principais cidades:
- Tbilisi - 1 066 100 habitantes (área metropolitana - 1 270 800 hab.)
- Kutaisi - 183 300 hab.
- Batumi - 116 900 hab.

O quadro natural da Geórgia oferece muitos contrastes, que justificam a sua divisão em três regiões:(1) a Transcaucásia ocidental, voltada para o Mar Negro e dominada pelo vale do Rioni, de clima úmido e rica vegetação subtropical; (2) a Transcaucásia oriental, mais seca na parte atravessada pelo rio Cura, onde aparecem as estepes semiáridas; (3) a cadeia do Cáucaso, que ali tem sua vertente meridional, com suas encostas e altos cumes do Grande e do Pequeno Cáucaso, onde há geleiras e neves eternas.
A população é formada por uma maioria de georgianos e minorias de russos, armênios, abkhasianos, adjarinos e ossétios. Concentra-se sobretudo a oeste, no sopé do Cáucaso e à beira do Mar Negro, onde estão algumas cidades de certa importância: Kutasai, no médio vale do Rion, produtora de seda e lã; Poti, porto do Mar Negro, por onde se escoa o manganês de Chiatura; Sucumi, capital da Abecásia, no sopé do Cáucaso e estância balnear do mar Negro, com importantes instituições científicas, e Batumi, capital da Adjaria, porto do Mar Negro, exportador de petróleo e sede de refinarias.
Principais montanhas
- Monte Xecara  (5201 m)
- Monte Janga ou Dzhangi-Tau
- Monte Kazbek (5047 m)